# BSG Lokomotive Ribnitz
Die BSG Lokomotive Ribnitz war eine Betriebssportgemeinschaft (BSG) nach Maßgabe des DDR-Sports in der norddeutschen Kleinstadt Ribnitz-Damgarten.

## Geschichte
Nach der Auflösung aller Sportvereine nach dem Ende des Zweiten Weltkriegs in der Sowjetischen Besatzungszone wurde der Sportbetrieb ab 1946 zunächst in locker organisierten Sportgemeinschaften oder Sportgruppen weitergeführt. Im damals noch selbständigen Ribnitz gründete sich am 1. September 1946 die Sportgruppe Ribnitz. Deren Fußballmannschaft nahm 1946/47 an der Mecklenburger Meisterschaft teil und belegte in der Staffel Mitte Platz drei. 1947/48 wurde im Land Mecklenburg-Vorpommern die Fußball-Landesklasse gegründet, eine der fünf höchsten Spielklassen in der Sowjetischen Besatzungszone, deren beste Mannschaften 1948 den ersten Meister ermittelten. Mit Platz drei in der Meisterschaft von Mecklenburg-Vorpommern verpasste die SG Ribnitz die Teilnahme an der Meisterschaft nur knapp. 1948/49 verpassten die Ribnitzer nach Platz vier in der Landesklassenstaffeln Ost schon die Endrunde um die Landesmeisterschaft. 
Am 2. November 1949 wurde die Sportgruppe Ribnitz in die Betriebssportgemeinschaft Fischlandschmuck Ribnitz umgewandelt. Trägerbetrieb wurde der VEB Fischlandschmuck. Die Fußballmannschaft kam in der Saison 1949/50 in der Landesklasse Ost nur auf Rang sechs ein und konnte sich damit nicht für die neu eingeführte zweitklassige DDR-Liga qualifizieren. Dagegen erreichten die Ribnitzer die Qualifikation für den DDR-weiten Fußball-Pokalwettbewerb FDGB-Pokal 1949/50. In der 1. Hauptrunde traf die BSG Fischlandschmuck auf den DDR-Ligisten und späteren Halbfinalisten ZSG Burg und verloren ihr Heimspiel mit 1:4. 
Ab 1950/51 spielte die Ribnitzer BSG nur noch in der viertklassigen Bezirksklasse von Mecklenburg-Vorpommern und kam dort auf Platz sechs ein. Noch vor Saisonschluss wechselte die BSG zur Deutschen Reichsbahn als neuem Trägerbetrieb und trat danach als BSG Lokomotive auf. 1951/52 konnten sich die Eisenbahner auf den dritten Platz in der Bezirksklasse verbessern. Anschließend wurde das Ligensystem im DDR-Fußball aufgrund der Abschaffung der Länder geändert und als dritte Spielklasse die Bezirksliga eingeführt. Die BSG Lok Ribnitz wurde in die Bezirksliga Rostock eingegliedert und erreichte dort 1952/53 Platz sechs. 1954 erfolgte der Abstieg in die Bezirksklasse Rostock, in der der sofortige Wiederaufstieg gelang. Mit Platz zehn in der Saison 1956 (Umstellung auf den Kalenderjahr-Spielrhythmus) wäre der Klassenerhalt in der Bezirksliga ermöglicht worden, die BSG wurde jedoch nach Abschluss der Saison vom weiteren Spielbetrieb ausgeschlossen. Danach löste sich die Betriebssportgemeinschaft Lokomotive auf.